# Camille De Jaer
Camille Jean Joseph Marie De Jaer (Leuven, 10 oktober 1847 - Brussel, 6 november 1907) was een Belgisch volksvertegenwoordiger.

## Levensloop
Camille was een zoon van Camille-Jean de Jaer (1818-1895) en van Leonie De Becker (1824-1908). Hij trouwde in 1883 met Valentine Sanchez de Aguilar (1860-1931), dochter van Jean-Baptiste Sanchez de Aguilar, raadsheer bij het Hof van Cassatie en van Pauline-Emilie Calmeyn (1860-1931).
Het echtpaar De Jaer - Sanchez had vijf kinderen:
- Alice, Marie, Antoinette (1883-1983), getrouwd in 1905 met Louis-Ferdinand Meeus (1878-1934), zoon van Hippolite Meeus, burgemeester van Wijnegem,
- Cecile (1884-1933), getrouwd in 1904 met Emile-Ernst de la Graete (1884-1950),
- Madeleine (1888-1890),
- Jean-Emile-Damien (1890-1944),
- Marthe-Hortense (1893-1978), getrouwd in 1918 met baron Edmond-Ferdinand Kervyn de Marcke ten Driessche (1891-1961).

De Jaer promoveerde tot doctor in de politieke en administratieve wetenschappen en doctor in de rechten aan de Katholieke Universiteit Leuven (1869). Hij vestigde zich als advocaat in Brussel.
Hij stichtte de 'Federatie van arbeidersverenigingen', die tot doel had de socialistische groeperingen te bestrijden.
In 1895 werd hij gemeenteraadslid van Brussel en bleef dit tot aan zijn dood.
Het jaar voordien was hij verkozen tot katholiek volksvertegenwoordiger voor het arrondissement Brussel en ook dit mandaat bekleedde hij tot aan zijn dood.

## Publicatie
- La réserve légale et la liberté testamentaire, in: La Belgique judiciaire, Brussel, 1876.